# Episodi di Farzar
La prima stagione della serie animata Farzar, composta da 10 episodi, è stata interamente pubblicata da Netflix il 15 luglio 2022, in tutti i territori in cui il servizio è disponibile.
| nº | Titolo originale                  | Titolo italiano                | Pubblicazione USA | Pubblicazione Italia |
| -- | --------------------------------- | ------------------------------ | ----------------- | -------------------- |
| 1  | Welcome to Farzar                 | Benvenuti a Farzar             | 15 luglio 2022    | 15 luglio 2022       |
| 2  | Robot Revolution                  | La rivoluzione dei robot       | 15 luglio 2022    | 15 luglio 2022       |
| 3  | Save the Reaper Demons            | Salvate i demoni squartatori   | 15 luglio 2022    | 15 luglio 2022       |
| 4  | St. Pudchuggers Day               | Il giorno di San Succhiotto    | 15 luglio 2022    | 15 luglio 2022       |
| 5  | The Adventures of Daddy O'Baggins | Le avventure di Papà O'Baggins | 15 luglio 2022    | 15 luglio 2022       |
| 6  | Flammily Reunion                  | Riunione di famiglia di Flammy | 15 luglio 2022    | 15 luglio 2022       |
| 7  | Baz, Bangs, and Brains            | Capelli e cervelli             | 15 luglio 2022    | 15 luglio 2022       |
| 8  | The Great and Powerful Ozner      | Il grande e potente Ozner      | 15 luglio 2022    | 15 luglio 2022       |
| 9  | Memory Wars                       | Guerre di ricordi              | 15 luglio 2022    | 15 luglio 2022       |
| 10 | War and Peace                     | Guerra e pace                  | 15 luglio 2022    | 15 luglio 2022       |